# Sofijiwka (rejon basztański)
Sofijiwka (ukr. Софіївка) – wieś na Ukrainie, w obwodzie mikołajowskim, w rejonie basztańskim, siedziba hromady. W 2001 liczyła 1289 mieszkańców, wśród których 1237 wskazało jako ojczysty język ukraiński, 39 rosyjski, 9 mołdawski, 1 bułgarski, 1 gagauski, a 2 inny.